# Dynamic Ski
Dynamic Ski (ダイナミックスキー?, Dainamikku Sukī) è un videogioco sportivo arcade di genere sciistico, sviluppato da Taiyo System e pubblicato da Nichibutsu nel 1984.

## Modalità di gioco
In Dynamic Ski, il giocatore controlla uno sciatore che deve navigare attraverso una pista montana. Il gioco si articola in due discipline principali: il salto e lo slalom. Nella disciplina del salto, suddivisa in due prove denominate "70M Jump 1st" e "70M Jump 2nd", lo sciatore deve rimanere il più possibile al centro di uno scivolo utilizzando i tasti direzionali prima di effettuare il salto da una determinata altezza. Il punteggio dipende dalla precisione del giocatore e dall'altezza raggiunta; maggiore è la precisione, maggiori saranno i punti ottenuti. Nella disciplina dello slalom, che comprende tre prove ("Slalom", "Giant Slalom" e "Downhill"), l'obiettivo è completare la pista nel minor tempo possibile, evitando ostacoli e mantenendo il controllo dello sciatore. Il giocatore può controllare sia la velocità che la direzione dello sciatore, utilizzando i comandi per sterzare e accelerare durante la discesa. Lungo le piste si trovano ostacoli naturali come alberi, rocce e curve strette, oltre a bandierine, che richiedono abilità e tempistica precise per essere superati. Tutte le discipline presentano un sistema di giudizio in scala, che varia a seconda del risultato del giocatore, con livelli che vanno da "Standard" a "Qualify", "Bonus" e "Maximum".

## Accoglienza
In Giappone, la rivista Game Machine elencò Dynamic Ski nel numero del 15 aprile 1984 come la ventitreesima unità arcade di maggior successo del mese.